# ذهنت را رها کن (ترانه)
«ذهنت را رها کن» (به انگلیسی: Free Your Mind) ترانه‌ای از گروه اِن وُگ و سومین تک‌آهنگ از آلبوم دیواهای فانکی بود که در سال ۱۹۹۲ منتشر شد. شعر ترانه در مورد پیش‌داوری، جنسیت‌زدگی و نژادپرستی است.
ترانه از زبان یک زن سیاه‌پوست روایت می‌شود و مخاطب آن قضاوت‌کنندگان جنبه‌های ظاهری و رفتاری او هستند. او برای توصیف بی‌اهمیت بودن رنگ پوست می‌گوید: «کوررنگ باش، آنقدر سطحی نباش». به گفتهٔ تری الیس شعر «ذهنت را رها کن» بیان‌گر تجربیات واقعی اعضای گروه از تبعیض نژادی است.
در سال ۱۹۹۳، اِن وُگ برای «ذهنت را رها کن» نامزد دریافت هشت جایزهٔ ام‌تی‌وی و دو جایزهٔ گرمی بودند که در نهایت سه جایزهٔ «بهترین ویدئوی رقص آراندبی»، «بهترین طراحی رقص» و «بهترین ویدئوی آراندبی» را از سری جوایز ام‌تی‌وی دریافت کردند. در سال ۲۰۱۷ مجلهٔ بیلبورد در گزینش «۱۰۰ آهنگ برتر گروه‌های دخترانهٔ همهٔ زمان‌ها» جایگاه ۴۱ فهرستش را به «ذهنت را رها کن» اختصاص داد.

## موقعیت در جدول‌های فروش
| چارت (۱۹۹۲–۱۹۹۳)                          | بالاترین جایگاه |
| ----------------------------------------- | --------------- |
| جدول‌های ای‌آرآی‌ای استرالیا                 | ۳۹              |
| اولتراتاپ بلژیک (فلاندرز)                 | ۳۷              |
| مجلهٔ پی‌آرام کانادا                        | ۱۹              |
| یوروچارت هات ۱۰۰                          | ۳۸              |
| جدول‌های رسمی فنلاند                       | ۱۳              |
| جدول تک‌آهنگ‌های ایرلند                     | ۲۳              |
| ۴۰ آهنگ برتر هلند                         | ۷               |
| ۱۰۰ تک‌آهنگ برتر هلند                      | ۱۵              |
| انجمن صنعت ضبط نیوزیلند                   | ۱۲              |
| فهرست برترین‌های سوئد                      | ۲۹              |
| جدول تک‌آهنگ‌های بریتانیا                   | ۱۶              |
| تک‌آهنگ‌های دنس بریتانیا (میوزیک ویک)       | ۲۳              |
| بیلبورد هات ۱۰۰                           | ۸               |
| ترانه‌های دنس کلاب مجلهٔ بیلبورد            | ۳۹              |
| تک‌آهنگ‌های دنس/الکترونیک مجلهٔ بیلبورد      | ۹               |
| ترانه‌های داغ آراندبی/هیپ-هاپ مجلهٔ بیلبورد | ۲۳              |